# 栖贤街道
栖贤街道，原为栖贤乡，是中华人民共和国四川省成都市金堂縣下辖的一个乡镇级行政单位。2019年12月，撤销栖贤乡、三星镇，设立栖贤街道，以原栖贤乡和原三星镇所属行政区域为栖贤街道的行政区域，栖贤街道办事处驻橘乡路319号。

## 行政区划
栖贤街道下辖以下地区：
盐井社区、向前社区、岳公村、牛背村、三学寺村、石板村、梨花沟村和尖山村。